# Vintersang
 Der er for få eller ingen kildehenvisninger i denne artikel, hvilket er et problem. Du kan hjælpe ved at angive troværdige kilder til de påstande, som fremføres i artiklen.

Vintersang er en sang med vinteren som tema.
Som eksempler inden for genren "dansk sang" er de to der fik tekst i 1830'erne B.S. Ingemanns "I sne står urt og busk i skjul" og Sten Steensen Blichers "Det er hvidt herude". 
J.P.E. Hartmann gav melodi til den første i 1866, mens Thomas Laub stod for melodien til den anden.
Før disse to klassiske sange havde Christian Winther skrevet "Sneen dækker mark og mose" fra 1828. Adolf Riis-Magnussens melodi til denne er fra 1927.
Senere i 1800-tallet finder man Helge Rodes "Der er ingenting i verden" fra 1896, der dog først fik den bekendte melodi i 1937 af Povl Hamburger.
Jeppe Aakjær skrev to vintersange der har vundet almindelig udbredelse: "Spurven sidder stum bag kvist" fra 1910 og "Sneflokke kommer vrimlende fra 1916.
Det er Thorvald Aagaard der står for begge populære melodier og begge melodier fra 1916.
Hans samtidige Johannes V. Jensens Vor sol er bleven kold fra 1917 fik melodi også i 1917 af Johannes Andersen.
Som vintersang i popgenre kan nævnes Igor Mortis (et pseudonym for Jesper Binzer) og Elisabeth Gjerluff Nielsens "Holder øje med dig" ("Fodspor i sneen"),
der blev indspillet af Søs Fenger og udgivet på hendes album Vinterdage fra 1989.
En anden vintersang i popgenren er Sebastians Vintervise. 
Elementer der nævnes i vintersange er ofte sne, kulde,  mørke og hvidhed:
Om sne for eksempel "I sne står urt og busk i skjul", "Sneen dækker mark og mose", "Sneflokke kommer vrimlende", "Der er ingenting i verden så stille som sne" og "udenfor er nye spor i sneen" (Vintervise); 
om kulde for eksempel "det er så koldt derude" og "Det er koldt herude". 
En vintersalme er en vintersang med kristent indhold. En bredere genre er årstidssange.